# 洑坪站
洑坪站（：／ Bopyeong yeok */?）是龍仁輕軌沿線的一座高架車站，位於韓國京畿道龍仁市處仁區柳林洞。

## 車站結構
站體為2面2線側式月台的高架車站，候車月台設有月台幕門。

### 月台配置
| 古陳 ↑ |
| \| 上  |
| ↓ 屯田 |

| 月台 | 路線        | 目的地                 |
| ---- | ----------- | ---------------------- |
| 上行 | ●龙仁轻电铁 | 金良場、東栢、器興方向 |
| 下行 | ●龙仁轻电铁 | 前垈·愛寶樂園方向      |

## 歷史
- 2013年4月26日：落成啟用。

## 車站周邊
- 城山初等學校
- 龍仁市身心障礙者綜合福祉館
- 慶安川橋
- 嶺東高速公路龍仁交流道

## 圖片

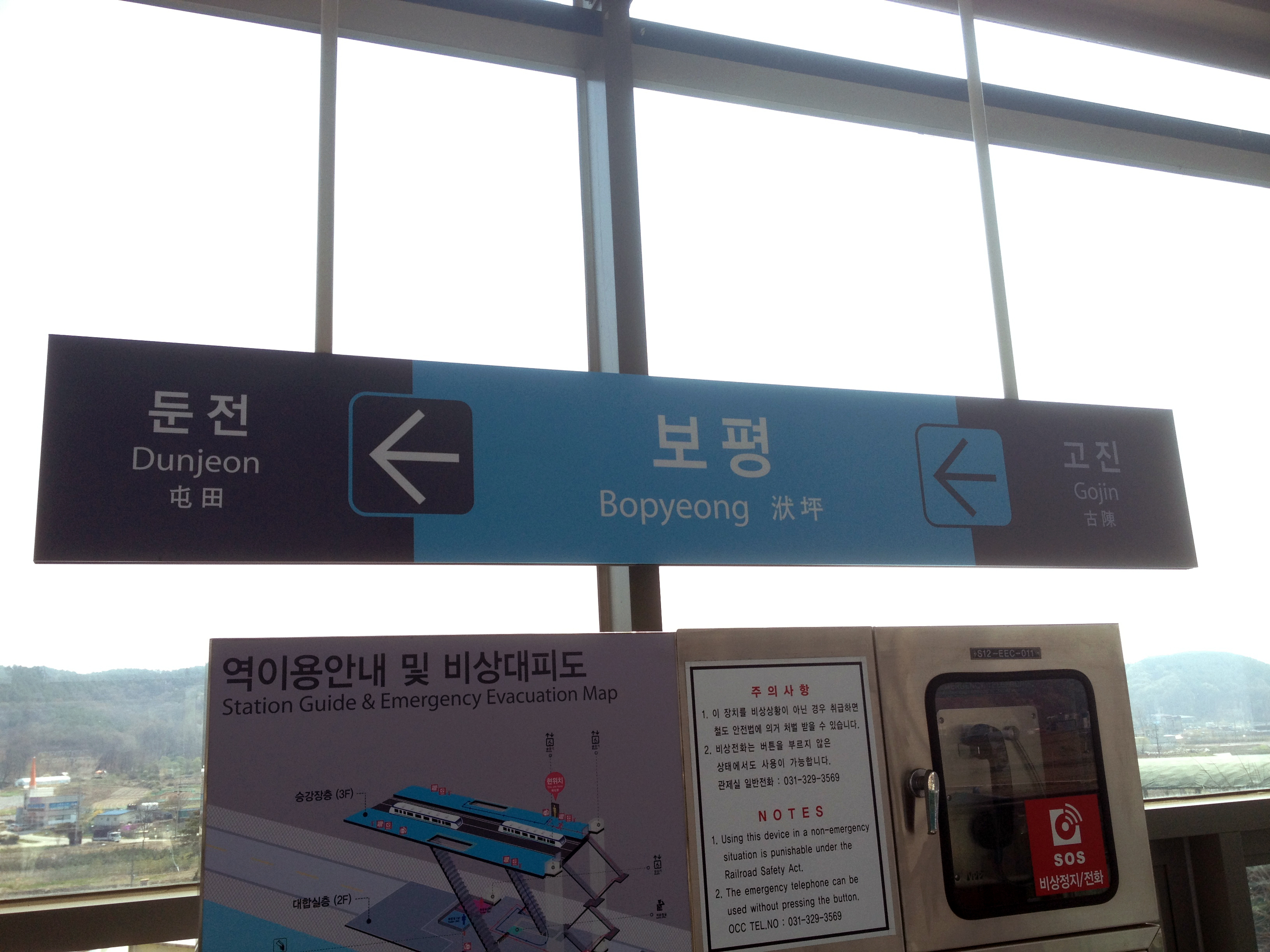
站名牌
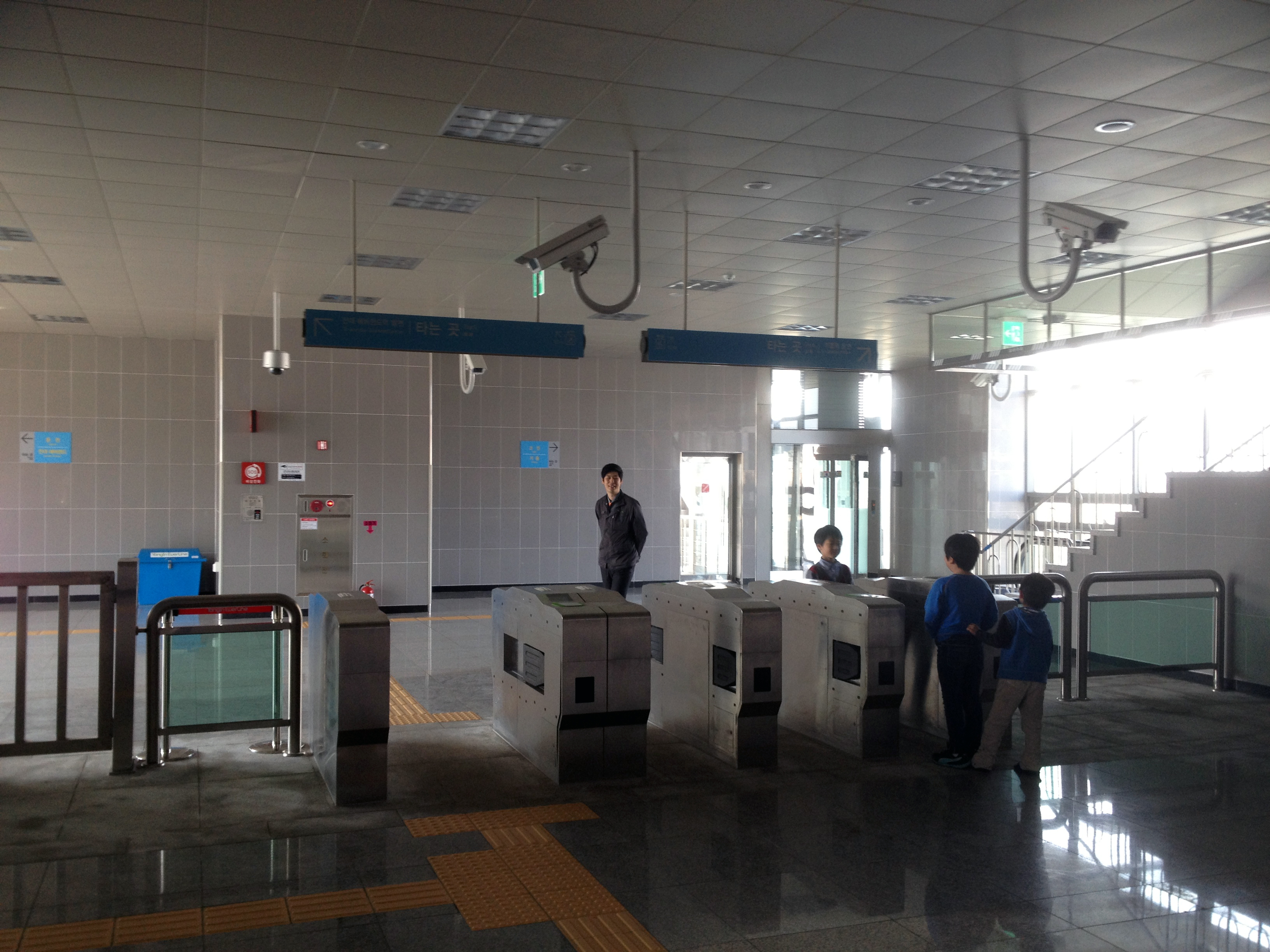
剪票閘口

## 相鄰車站
龍仁輕量電鐵
●龙仁轻电铁
古陳（Y121）－洑坪（Y122）－屯田（Y123）